# كازويا ناريتا
كازويا ناريتا (باليابانية: 成田和也؛ بالكانا: なりた かずや) هو متسابق دراجات هوائية ياباني، ولد في 25 فبراير 1979 في سوكاغاوا في اليابان.

## وصلات خارجية
- كازويا ناريتا على موقع الاتحاد الدولي للدراجات (الإنجليزية)
- كازويا ناريتا على موقع أرشيف الدراجات (الإنجليزية)
- كازويا ناريتا على موقع CycleBase (الإنجليزية)